# Eliyah Kiptoo
Eliyah Kiptoo (* 9. Juni 1986) ist ein kenianischer Biathlet und früherer Leichtathlet.
Eliyah Kiptoo gehörte in Kenia als Langläufer zum B-Nationalteam in der Leichtathletik, konnte sich jedoch nicht langfristig gegen die Athleten der Weltklasse durchsetzen. Er lief Zeiten im Bereich von 3:40 Minuten über 1500 m und 13:40 über 5000 m. Auf Initiative des deutschen Trainers Klaus Bergmann wechselte er die Sportart zum Biathlon und trainierte ab 2009 in Oberhof. Gemeinsam mit seinem Landsmann Titus Rotich nahm Kiptoo an den Sommerbiathlon-Europameisterschaften 2010 in Osrblie teil. Kiptoo erreichte trotz zehn Schießfehlern – er traf mit keinem Schuss – mit Rang 14 ein beachtliches Resultat. In der Verfolgung fiel er auf den 18. Rang zurück. Von 20 möglichen Treffern gelang ihm hier nur ein Einziger.